# میرمحمدحسین عضدالملک قزوینی

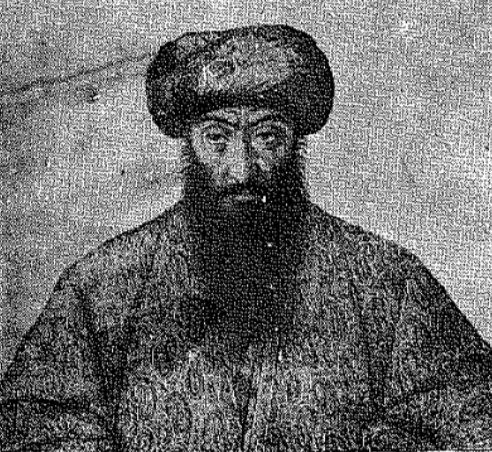
میرمحمدحسین عضدالملک قزوینی

میرمحمدحسین عضدالملک قزوینی (درگذشته ۱۲۸۵ هجری قمری، تهران) ملقب به صدر دیوانخانه از رجال عصر قاجار می‌باشد.

## زندگی
پدرش میرزا فضل‌الله حسینی معلم عباس میرزا و پدربزرگش میرزا محمدشفیع شیخ‌الاسلام قزوین بود. عضدالملک از سال ۱۲۶۷ هجری قمری به مدت سه سال از سوی امیرکبیر وزیر مختار ایران در روسیه بود. در سال ۱۲۷۰ هجری قمری وزیر وظایف و اوقاف و نیز ملقب به عضدالملک شد. او دوبار به سمت تولیت آستان قدس رضوی منصوب گردید و در رجب ۱۲۷۶ مقداری از کتاب‌های کتابخانه شخصی خود را وقف کتابخانه آستان قدس رضوی کرد.